# エンリコ・ダンドロ

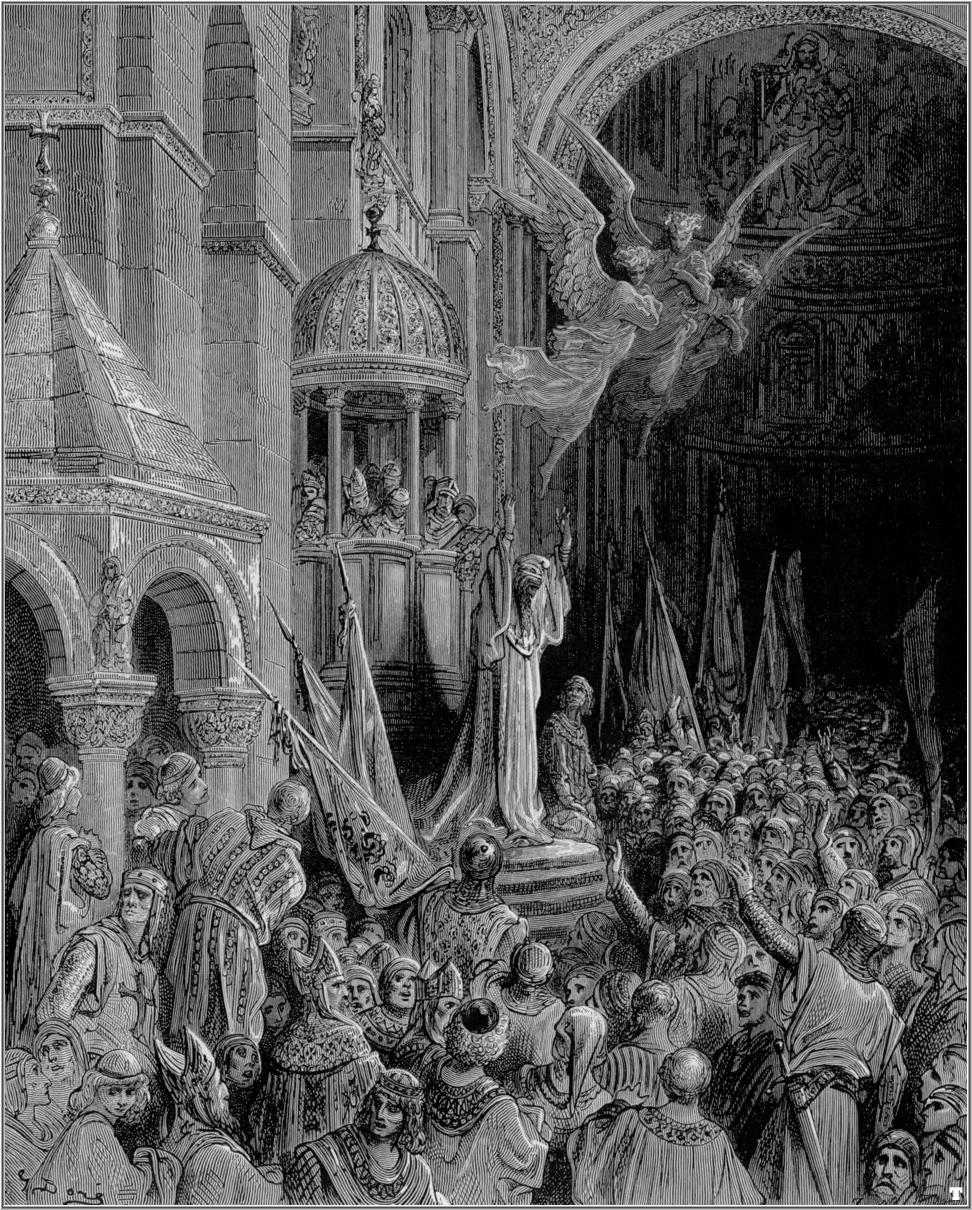
第4回十字軍参加を説くエンリコ・ダンドロ、ギュスターヴ・ドレ画

エンリコ・ダンドロ（Enrico Dandolo, 1107年? - 1205年）は、ヴェネツィア共和国の第41代元首（ドージェ、在任1192年 - 1205年）。第4回十字軍を率いて1204年に東ローマ帝国を滅ぼし、ラテン帝国の成立に関わった中心人物として知られる。

## 生涯
1107年、エンリコ・ダンドロはヴェネツィアの著名なダンドロ家一族として生まれた。ただし、父親が他界する1174年以前の情報があまり見つかっておらず、これは父ヴィターレの死去までエンリコ・ダンドロが表舞台に解放されなかったのが原因とされている。
彼が最初に関わった重要な政治的役割は、1171年から1172年にかけてのヴェネツィア・東ローマ戦争における危機対応である。以前より燻っていた両国のいざこざは1171年3月、コンスタンチノープルでのヴェネツィア人排斥運動に発展し、東ローマ帝国（ビザンチン帝国）皇帝マヌエル1世コムネノスは国内にいる何千人ものヴェネツィア人の投獄と財産没収を命令した。当時のドージェであるヴィターレ・ミキエレ2世は怒るヴェネツィア群衆と共にこれに反攻せざるを得ず、ダンドロを含む報復部隊が召集された。しかし、この遠征は東ローマ帝国の勝利となり、疫病の影響もあって1172年に部隊は崩壊、ミキエレ2世も敗北に怒るヴェネツィア群衆によって殺されてしまう。両国は以後10年にわたって国交断絶状態となり、東ローマの新しい皇帝アンドロニコス１世の時にようやく国交が回復するが、この時の外交交渉を担ったのがダンドロである。1183年と1184年に、ダンドロは兄弟と共にコンスタンチノープルへ旅立っており、その主な理由はヴェネツィアの賠償金交渉に携わっていたためとされる。具体的にはヴェネツィア復興の1/4を分担賠償させるべく交渉を行い、最終的に新皇帝は投獄中のヴェネツィア人を解放し、1/4を賠償金の形で支払うことに合意した。
1192年、第40代元首のオリオ・マストロピエノが王位を放棄した後、ダンドロは評議会（40人からなる）の選挙を経てヴェネツィアの第41代ドージェになった。 すでに高齢で視力を失っていたが、大きな野心を抱き、強い精神力を携えて精力的に活動したことが知られている。その最初が1192年8月、ヴェニス居住の全外国人追放法案である。家主であれば外国人を敷地から退去させる義務を負い、違反者には５０リラの支払いを命じ、外国人の持ち物は没収となった。翌1193年、ヴェネツィアと敵対するザラ攻略（1180年までザラはヴェネツィアの統治下にあった）を命じ、前オリオの時代に失っていたパゴ、オセロ、アルベといった島々の回復支配に成功した。1194年にはヴェネツィアの通貨制度改革を行い、彼の肖像が入ったほぼ純銀貨のグロッソは、地中海商業の主要通貨になった。

### 第4回十字軍
1202年、エジプト（アイユーブ朝）侵攻を目的とする第4回十字軍が結成されたが、この十字軍は軍資金が乏しく、遠征できる財政状態では無かった。彼らの輸送や軍備を請け負ったダンドロだが、合意した金額を十字軍が支払えないことが判明。ダンドロは請求を放棄して資金援助とする代わりに、自分と敵対するザラを攻撃するよう十字軍に交渉を持ちかけ（主要な交易相手国のエジプトを攻撃されては困るため矛先を変更させた）、その提案が通った。ダンドロは自ら十字軍と共にザラ攻略に参加、到着するやザラ市民に最後通牒を告げると、11月24日に彼ら十字軍はザラを攻め落としてしまった。宗教理由ではない紛争に加わらぬよう要請していたローマ教皇のインノケンティウス3世はこれに激怒し（しかもザラは、ローマ教皇庁に協力的なハンガリー王国のイムレが統治していた）、ザラ略奪を行ったヴェネツィアの十字軍を全て破門にした。後の弁明を受けて破門が解けたこともあり、ダンドロと第4回十字軍の侵攻はさらに続いた。
ザラ攻略の直後、彼らは東ローマ帝国の皇位継承問題に介入する。帝位を追われたイサキオス2世の息子であるアレクシオス4世アンゲロスの要請を受け、ダンドロはアレクシオス4世を東ローマ帝国の帝位に据えるという十字軍指導者の計画（アレクシオスが十字軍遠征の費用を負担するほか、莫大な報奨金の見返りもあった）に同意。ダンドロと十字軍は1204年4月、コンスタンチノープルを攻撃して当時の東ローマ第3代皇帝アレクシオス3世アンゲロスを追放、イサキオス父子を皇帝に据えた。
しかしながら、この父子は報奨金の約束を履行する前にアレクシオス5世ドゥーカスの反乱によって殺害されてしまう。また、第5代新皇帝が報奨支払いを拒否したため、ダンドロは十字軍と協力してコンスタンチノープルを再度攻略してアレクシオス5世を殺し、東ローマ帝国を滅ぼしてラテン帝国を成立させた。初代皇帝にダンドロを推す声もあったが、彼は帝位を拒否してフランドル伯ボードゥアンを推挙、ボードゥアンがラテン帝国の皇帝となった。ダンドロ自身は、東ローマ帝国旧領のうちコンスタンチノープルの約半分、イオニア海沿岸、クレタ島などをヴェネツィア領に加え、ヴェネツィア共和国の国際的立場をさらに高めると共に、東地中海の制海権を掌握することに成功した。この時、ダンドロはコンスタンチノープルで略奪した高価な品々をヴェネツィアに送り、現在でも馬4頭のブロンズ像がサン・マルコ寺院の装飾品となっている。
エンリコ ・ダンドロ は1205年にコンスタンチノープルで死去し、ハギア・ソフィアに埋葬された。ただし、今の墓標は19世紀にイタリアの修復チームが設置したもの。1453年にこの地を征服したオスマン帝国が、ハギア・ソフィアをモスクとして改造した際に墓を潰したため、墓所の正確な位置は分かっていない。彼の死後、ヴェネツィアで留守を守っていた息子のラニエリ（ルニエロ）を後継元首に推す声が高まったが、ラニエリは「共和国で親子が続けて元首となった例はない」としてこれを拒否し、ピエトロ・ヅィアニの元首就任を支持した。息子ラニエリは後にヴェネツィア軍によるクレタ島攻略に将軍として参加して戦死したが、その子孫はたびたびヴェネツィア元首の地位に就任している。

## 失明
ダンドロがいつ、どのようにして視力を失ったかは、特定されていない。 ノヴゴロド年代記によると、彼は1171年の東ローマ帝国遠征中に現地市民によって盲目にされた。 恐らくはマヌエル1世コムネノスが目がガラスのまま視力を奪うよう命じたもので、目は負傷していなかったが何も見えなかったとされる（ただし、これはコンスタンティノポリス攻略の動機付けとして考えられた創作で、実際には高齢に伴うものとする説もある）。マッデンの調査によると、ダンドロは1174年から1176年の間に頭の後ろに重大な打撃を受けたため、皮質盲視に苦しんだ。というのも彼の署名は、1174年だと完全に判読可能だが、1176年には紙面をのたくっており、時間経過とともに視界が悪化したことを示唆しているからである。
ダンドロは完全失明だったとされる。彼と共に第4回十字軍に参加したジョフロワ・ド・ヴィルアルドゥアンは、「彼の目は正常に見えたが、頭の傷を負った後に視力を失っていて、顔の正面にある手を見ることもできなかった」と書いている。目が無傷なように見えるという原本史料の証拠は、ダンドロの失明が皮質盲視だったというマッデンの説を支持していると思われる。

## 参考書籍
- Madden, Thomas F. (2003). Enrico Dandolo and the Rise of Venice. Baltimore: Johns Hopkins University Press. ISBN 0-8018-7317-7.
- Madden, Thomas F. (2012). Venice: A New History. New York: Viking Press.ISBN 9781470327682.